# Plaza de toros de Haro
La centenaria plaza de toros de Haro en La Rioja (España) tiene categoría de 3ª y está construida en piedra de sillería, ocupando un solar de 9.370 m².
Tiene la peculiaridad de contar con un ruedo más grande de lo habitual.

## Construcción
Se construyó en el paraje denominado Los Rosales, en el cruce entre Casalarreina y Zarratón, con un coste aproximado de cincuenta mil pesetas de la época. Para su financiación se emitieron el 30 de noviembre de 1885 obligaciones hipotecarias de 100 pesetas, que serían reembolsadas a la par en un periodo de 99 años, con un interés anual del 7%.

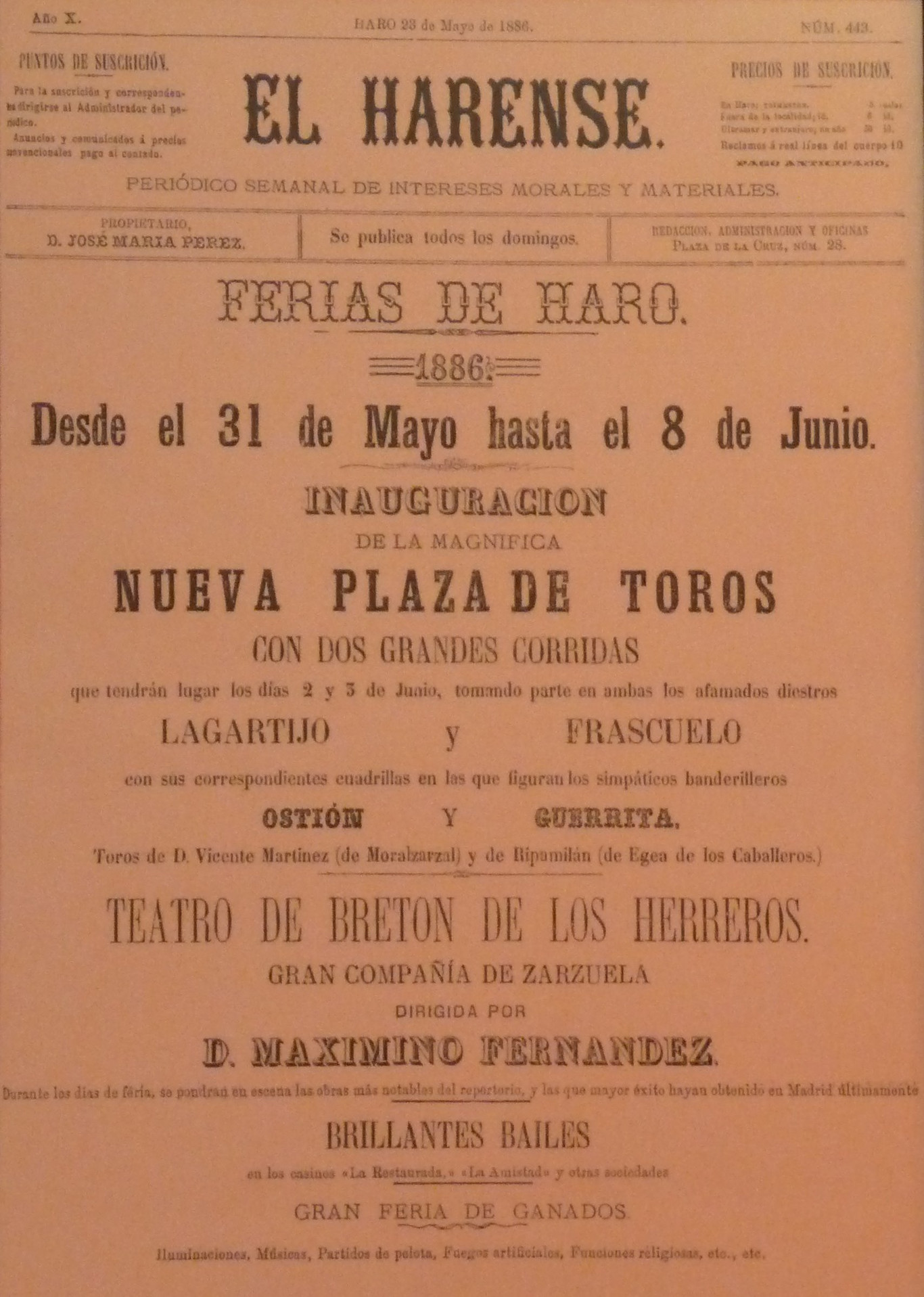
Anuncio en el desaparecido periódico "El Harense" sobre la inauguración de la Plaza de Toros.

## Inauguración
Tuvo lugar el 2 de junio de 1886 con los toreros Rafael Molina Sánchez "Lagartijo" y Salvador Sánchez Povedano "Frascuelo". La ganadería contratada para la ocasión fue la de Don Vicente Martínez, siendo los toros procedentes de Moralzarzal (Madrid) y de casta Jijona. El primer toro llamado Perdiguero, mató a tres caballos en la suerte de varas.

## Distribución
Cuenta con tres pisos, siendo el primero destinado para tendidos, con localidades para 7400 personas y los otros dos para palcos y gradas, en los que pueden acomodarse 2200 espectadores.
Cuenta con cinco puertas de entrada, cuatro escaleras de acceso a los tendidos, además dispone de conserjería con vivienda, administración, despacho de billetes, enfermería de tres camas, sala de toreros, capilla, caballeriza con cabida para 30 o 40 caballos, corrales para el ganado bravo, corraletas para facilitar el apartado y seis chiqueros.

## Historia
Ésta es heredera de otras plazas que existieron antes en la localidad en diferentes emplazamientos.
En 1887 se crea la Sociedad Amigos de Haro. Esta asociación logró colocar en más de una ocasión el cartel de "No hay billetes"
El 13 de septiembre de 1896 se prohíbe una corrida de la ganadería Hierro de Ripamilán, que obligó al gobernador a mandar 60 guardias civiles y 110 soldados del Regimiento de Albuera para mantener el orden.
En 1927 se celebró una novillada entre los jarreros Vicente Martínez "Niño de Haro" y Eduardo González "Niño del Sol", con un lleno histórico. El público, en un momento de la lidia en claro desacuerdo con la Presidencia, entonó atronadores cánticos contra el mismo pidiendo justicia para el Niño del Sol o armarían la revolución.
El 28 de junio de 1931 el banderillero Eugenio Soto "Sotito" de Cádiz, subalterno de Raimundo Serrano, recibió una cornada en el vientre, que le hizo fallecer en la enfermería de la plaza.
En 1943 se anunció a Manuel Rodríguez "Manolete", que no pudo acudir por una cogida en la plaza de Alicante, fue sustituido por Domingo Ortega que exigió que le pagaran mil pesetas más.
En 1948, se viste de luces por primera vez Antonio Ordóñez.
El 9 de septiembre de 1951 se declara un incendio en la plaza que consume gran parte de los palcos superiores. A partir de este suceso comienza el largo languidecer de la plaza, que cae en la dejadez y abandono total. No se reconstruyeron las partes afectadas. Pasarían muchos años hasta que en la década de los 1970, con la formación de una gestora y el apoyo de varias firmas comerciales locales, se emprendieron las obras necesarias para consolidar y evitar su inminente ruina.
En 1962 el torero mexicano Carlos Chaves toma la alternativa en esta plaza, actuando como padrino Joaquín Bernardo y como testigo Pepe Osuna. Ésta ha sido hasta hoy la única alternativa en esta plaza.
El 28 de junio de 1965 actuó el ídolo de masas Manuel Benítez "El Cordobés", que en contra de todo pronóstico fue un desastre económico y provoca la decadencia del Club Taurino.
El 28 de junio de 1981 José Cubero "Yiyo" toreó su última novillada antes de tomar la alternativa en Burgos.
El 9 de abril de 1988 se celebró el "Primer Festival Taurino para la Restauración del Coso", con un cartel encabezado por Antonio Chenel "Antoñete" y Francisco Romero López "Curro Romero".
En febrero de 1997, la actual empresa concesionaria de la explotación del coso, Toros Toloharo, trae de Sevilla más de ochenta toneladas de albero. Sin duda es una singularidad en los cosos del norte de España.

## Toreros
Todos los grandes toreros de la historia han lidiado en esta plaza.
- 1883 Rafael Guerra "Guerrita"
- 1892 Luis Mazzantini
- 1893 Antonio Reverte
- 1913 José Gómez "Joselito"
- 1918 Rodolfo Gaona
- 1920 Rafael Gómez "El Gallo"
- 1925 Juan Belmonte "El pasmo de Triana" y Marcial Lalanda
- 1943 Domingo Ortega y Manuel Martín Vázquez
- 1948 Antonio Ordóñez
- 1949 Ángel Luis Bienvenida
- 1951 Fermín Murillo
- 1956 Jaime Ostos y Antonio "Chamaco"
- 1964 Manuel Benítez "El Cordobés"

y todos de los últimos años.

## Escuela taurina
Los primeros componentes de la escuela taurina, que dispusieron hasta de un toro listón para entrenamiento, fueron: Marcelo Andrés, Francisco Mate, Valerio Arnaéz Curro o Tordilla, Prudencio Serrano Chuin, Hermenegildo Álvarez Guajiro Mariano Pasamontes, Pedro Ortiz, Ernesto Montión Flamenco, Ricardo Montión Coleta, Felipe Aragón Riojanito, Julián Campo Malagueño, José Aguirre Arbejilla, Victoriano Muloz Málaga, Aniceto Virumbrales, Juan García Pugo, Marcelo Andrés Terete, Saturnino Valdivieso Maleno, Leocadio Aragonés Aragonesito o Andrés Rueda Mazuco.
De esta plaza salieron y se vistieron de luces varios jarreros como:
- Vicente Martínez "Niño de Haro", el único torero riojano que ha salido a hombros por la puerta grande de Las Ventas, Madrid
- Francisco Martínez ""Niño de Haro II"" , hermano de Vicente Martínez.
- Ignacio Pérez "Zamoranito"
- Eduardo González "Niño del Sol"
- Pedro Medrano
- Antonio Extremiana "El Tijis"

## Actualmente
Desde hace unos años la plaza está siendo restaurada por la escuela taller "El Coso".
Está previsto que la plaza se cubra en 2010.
Tras la crisis y la pérdida de Manolo Muga, la plaza de toros de Haro ha sufrido de inestabilidad .Tan solo en los años 2014,2015 y 2016 se vieron carteles de entidad en el coso jarrero. El 7 de junio de 2014 compartieron cartel Juan José Padilla, El Fandi , Iván Fandiño, siendo los 2 últimos los únicos en pasear un trofeo.Al año siguiente repetirían Iván Fandiño y El Fandi junto a F.R.Paquirri, frente a astados de Jandilla. Lamentablemente tuvo que ser suspendida debido a una fuerte tormenta que dejó el ruedo impracticable. Para agrado del aficionado se aplazo la corrida para el mes de septiembre, quedando en un mano a mano, donde Fandi y Fandiño pudieron abandonar el ruedo en hombros, siendo esta la última vez que el torero vasco pisara esta plaza. En 2016 se presentó un cartelazo, el riojano Diego Urdiales, El Fandi, y Sebastián Castella, habiendo salido este último recientemente a hombros en la primera plaza del mundo, con astados de Valdefresno. Lamentablemente desde ese año no se han vuelto a ver toros en Haro, lugar donde se juntaban aficionados de provincias limítrofes, dada su cercanía geográfica.
Lejos quedan aquellos años donde se llegaban a lidiar hasta 4 festejos, con máximas figuras como José Tomas, Alejandro Talavante, Morante de la Puebla, El Juli, El Cid, Perera, Enrique Ponce, José María Manzanares (padre e hijo), Antonio Ferrera, Hermoso de Mendoza Espartaco, Joselito, Ortega Cano, y un sinfín de figuras más. Además de contar en varias ocasiones con ganaderías de prestigio como Victorino Martin, Torrestrella, Carriquiri o Victoriano del Río.